# Tiếng Thái Đen
Tiếng Thái Đen (Koam pák Tai Dam, tiếng Thái: ภาษาไทดำ, phát âm là pʰāːsǎː tʰāj dām (Pha-xả Thay- đằm), tiếng Trung: 傣担语; bính âm: Dǎidānyǔ, hay tiếng Trung: 黑傣语; bính âm: Hēidǎiyǔ), là ngôn ngữ của người Thái Đen ở Việt Nam, Lào, Thái Lan và Trung Quốc (chủ yếu ở Huyện tự trị dân tộc Miêu, Dao, Thái Kim Bình).
Tiếng Thái Đen thuộc họ ngôn ngữ Thái trong hệ ngôn ngữ Tai-Kadai. Tiếng Thái Đen tương tự như tiếng Thái và tiếng Lào, nhưng chưa đủ gần để người Thái Đen hiểu rõ khi nói với người Thái và người Lào. Cụ thể, những từ mượn gốc tiếng Pali và tiếng Phạn trong tiếng Thái Lan và tiếng Lào đa phần không có mặt trong tiếng Thái Đen .
Thái Việt Nam (Tai viet) và các sắc tộc Thái chưa được phân chia chính thức. Và tiếng Thái thường  được nhìn nhận là gồm nhiều các phương ngữ.

## Chữ viết
Tiếng Thái Đen được dùng làm cơ sở để lập ra Chữ Thái Việt Nam (Tai Viet ꪼꪕꪫꪸꪒ), phổ biến ở Việt Nam và cộng đồng định cư tại Hoa Kỳ. Chữ Thái Việt Nam ꪎꪳꪼꪕꪫꪸꪒ bao gồm 31 phụ âm và 14 nguyên âm. Mặc dù là ngôn ngữ có thanh điệu nhưng lại không có dấu âm như trong tiếng Thái và tiếng Lào. Theo các tác giả Thái Lan, hệ thống chữ viết có lẽ bắt nguồn từ chữ viết cũ của vương quốc Sukhotai của Thái Lan. Chữ Thái Việt Nam có vùng mã Unicode U+AA80..U+AADF 
| Bảng Unicode chữ Thái Việt Nam Official Unicode Consortium code chart: Tai Viet Version 13.0 |   |   |   |   |   |   |   |   |   |   |   |   |   |   |   |   |
|                                                                                              | 0 | 1 | 2 | 3 | 4 | 5 | 6 | 7 | 8 | 9 | A | B | C | D | E | F |
| U+AA8x                                                                                       | ꪀ | ꪁ | ꪂ | ꪃ | ꪄ | ꪅ | ꪆ | ꪇ | ꪈ | ꪉ | ꪊ | ꪋ | ꪌ | ꪍ | ꪎ | ꪏ |
| U+AA9x                                                                                       | ꪐ | ꪑ | ꪒ | ꪓ | ꪔ | ꪕ | ꪖ | ꪗ | ꪘ | ꪙ | ꪚ | ꪛ | ꪜ | ꪝ | ꪞ | ꪟ |
| U+AAAx                                                                                       | ꪠ | ꪡ | ꪢ | ꪣ | ꪤ | ꪥ | ꪦ | ꪧ | ꪨ | ꪩ | ꪪ | ꪫ | ꪬ | ꪭ | ꪮ | ꪯ |
| U+AABx                                                                                       | ꪰ  | ꪱ | ꪲ  | ꪳ  | ꪴ  | ꪵ | ꪶ | ꪷ  | ꪸ  | ꪹ | ꪺ | ꪻ | ꪼ | ꪽ | ꪾ  | ꪿  |
| U+AACx                                                                                       | ꫀ | ꫁  | ꫂ |   |   |   |   |   |   |   |   |   |   |   |   |   |
| U+AADx                                                                                       |   |   |   |   |   |   |   |   |   |   |   | ꫛ | ꫜ | ꫝ | ꫞ | ꫟ |

Tiếng thái đen được sử dụng để giao tiếp với các nhóm dân tộc khác, trước đây là được chọn làm tiếng phổ thông ở khu tự trị tây bắc cũ, mà tiền thân là khu tự trị Thái Mèo.
Người Thái Đen nói chuyện và dạy những người nói nhóm ngôn ngữ thái khác. Ở đông bắc Thái Lan có nhiều người Thái Đen sinh sống, họ sử dụng tiếng thái đen để giao tiếp và dạy học tiếng thái và chữ viết. Nếu như người nói tiếng Thái Trung tâm (Xiêm) học  cũng tiếng Thái Đen thì người Thái Đen và thái Xiêm có thể giao tiếp lưu loát hiểu nhau một cách dễ dàng, và ngược lại. Chúng ta thường thấy ở Loei hay Chiang Saen, về số đếm thì phát âm giữa tiếng Thái Đông Bắc, Thái Trung Tâm, Thái Đen, và các nhóm nói tiếng Thái khác về cơ bản là như nhau.